# Xoloxtla, Xalapa
Xoloxtla är en ort i Mexiko.   Den ligger i kommunen Xalapa och delstaten Veracruz, i den sydöstra delen av landet, 230 km öster om huvudstaden Mexico City. Xoloxtla ligger 1 477 meter över havet och antalet invånare är 479.
Terrängen runt Xoloxtla är huvudsakligen kuperad, men västerut är den bergig. Runt Xoloxtla är det ganska tätbefolkat, med 100 invånare per kvadratkilometer. Närmaste större samhälle är Xalapa, 5,6 km öster om Xoloxtla. I omgivningarna runt Xoloxtla växer i huvudsak städsegrön lövskog.